# PlayStation 5
A PlayStation 5 (rövidítve PS5) egy kilencedik generációs videojáték-konzol, amelyet a PlayStation 4 utódjaként jelentettek be 2019-ben. A konzolt a Sony Interactive Entertainment fejlesztette. A PS5 2020. november 12-én jelent meg Ausztráliában, Japánban, Új-Zélandon, Észak-Amerikában, Szingapúrban és Dél-Koreában, egy héttel később pedig világszerte is megjelent.

## Története
Mark Cerny kétéves visszajelzés-ciklust indított el a PlayStation 4 megjelenése után. Többször is meglátogatta a Sony fejlesztőit, hogy megtalálja, milyen hibák voltak a Sony hardverében, és hogyan lehetne fejleszteni ezt a hardvert a következő generáció számára. A PS5 fejlesztésében fontos probléma volt a játékok betöltésének ideje. Egy fontos cél az volt, hogy le tudják csökkenteni a betöltési időt, főleg olyan játékok esetén, amelyek dinamikusan töltenek be új játékterületeket.
Jim Ryan, a Sony Interactive Entertainment elnöke azt mondta, hogy a Sony gondolkozott a PlayStation 5 olcsóbb verzióján, de végül arra jutottak, hogy ezek a konzolok hamarabb elavulnak.

## Marketing
Cerny először a Wired magazinban jelentette be az új konzolt. A Sony 2019-es pénzügyi jelentése szerint a konzol fejlesztés alatt állt, de 2020 áprilisa előtt nem jelenik meg. Egy másik interjúban a Sony azt mondta, hogy 2020 vége felé tervezte kiszállítani a konzolt. A hardver adatait 2019 októberében jelentették be. A CES (Consumer Electronics Show) 2020 kiállításon a Sony felfedte a konzol hivatalos logóját. A teljes adatok 2020. március 18-án jelentek meg. A játékok bemutatóját 2020. június 4-re tervezték, de végül június 11-ére tolódott el.
A Sony 2020 végén, az év végi ünnepek alatt tervezte bemutatni a PS5-öt. A megjelenési dátumot és az árakat 2020. szeptember 16-án jelentették be. 
A PS5 indiai bemutatója eltolódott, melynek hatására azt hitték, hogy egy vita miatt történt ez. A PS5 nevet egy másik személy kis időre levédette, de végül elrendeződött a vita, és 2021. február 2-án meg is jelent. A konzol 2021. január 22-én jelent meg Indonéziában. Kínában 2021 második felében jelenik meg.
A 2020. szeptember 16-ai bemutató után a Sony bejelentette, hogy másnap elő lehet rendelni a konzolt. Azonban egyes amerikai és brit áruházak már aznap este felvették a rendeléseket, melynek során sokan lecsaptak a konzolra, így a kínálat több helyen is kifogyott, ezáltal zavar keletkezett. A Sony 2020. szeptember 19-én elnézést kért az incidensért, és megígérte, hogy az év végére feltöltik a kínálatot.

## Eladások
Megjelenése idején korlátozott számban volt kapható, és 2021 márciusában is, a globális félvezető-hiány miatt. A hiány miatt megszaporodtak az árusok, akik több ezer dollárért akarták eladni a konzolt.
A konzolból Japánban 103.901 standard és 14.181 digitális példány kelt el megjelenésének első hetében. Összesen 118.082 PS5 kelt el Japánban, ezáltal ez volt a legtöbb példányban elkelt konzol azon a héten. Két héttel később a Sony bejelentette, hogy ez lesz a legnagyobb megjelenés a PlayStation történetében, túlszárnyalva a PS4 2.1 milliós darabszámát.
Novemberben az Egyesült Királyságban a PS5 volt a legtöbb példányban elkelt videojáték-konzol. Spanyolországban több, mint 43.000 példány kelt el belőle megjelenésének első hetében.
Összesen 4,5 millió példány kelt el a PS5-ből a Sony negyedéves jelentése szerint, 2020. december 31-én.
2021. július végéig több mint 10 millió eladott példányig jutott a PS5 világszerte. 